# Hiszajuki Hirokazu
Hiszajuki Hirokazu (久行 宏和; Hepburn: Hisayuki Hirokazu) japán karaktertervező, és animációs rendező a Sunrise stúdiónál. Jelentősebb munkái a Queen’s Blade játékkönyvsorozat, a Mai-HiME és Mai-Otome sorozatok, és számos cím a Júsa (angol nyelvterületen Brave) mecha sorozatból.

## Filmográfia
| Év   | Cím                                  | Munka | Források    |
| ---- | ------------------------------------ | --- | ----------- |
| 1990 | Júsa Exkaiser                        | |             |
| 1991 | Taijó no júsa Fighbird               | animációs rendező (Nakamura Production; 47. ep.), kulcsrajzoló (Nakamura Production; 24., 29., 47–48. ep.) |             |
| 1992 | Denszecu no júsa Da-Garn             | animációs rendező (Mecha; Nakamura Production; 5., 10., 16., 21., 25., 29., 34., 39. ep.), kulcsrajzoló (Nakamura Production; 5., 10., 16., 21., 25., 29., 34. ep.) |             |
| 1993 | Júsa tokkjú Might Gaine              | animációs rendező (Nakamura Production; 3., 9., 14., 25., 31., 36., 41., 47. ep.), kulcsrajzoló (Nakamura Production; 9., 14., 19., 25., 31., 36., 41., 47. ep.) |             |
| 1994 | Júsa keiszacu J-Decker               | animációs rendező (Nakamura Production; Nakamura Production és Chara; 5., 10., 15., 21., 27., 31., 37., 42., 47. ep.), vendég karaktertervező (14–15., 21., 31., 37., 42. ep.), kulcsrajzoló (Nakamura Production; 5., 10., 15., 21., 23., 27., 31., 37., 42., 47. ep.), nyitó animáció |             |
| 1995 | Dzsúszensi Gulkeeva                  | animációs rendező (Nakamura Production; 5., 11., 18.), kulcsrajzoló (Nakamura Production; 1., 5., 11., 16., 18., 26. ep.) |             |
| 1996 | Tenku no Escaflowne                  | animációs rendező (Nakamura Production; 8. ep.), kulcsrajzoló (Nakamura Production; 8. ep.) |             |
| 1996 | Future GPX Cyber Formula Saga        | karaktertervező, vezető animációs rendező | [ 2 ] [ 3 ] |
| 1998 | Future GPX Cyber Formula SIN         | karaktertervező, vezető animációs rendező | [ 3 ]       |
| 1998 | Outlaw Star                          | animációs rendező (Nakamura Production; 11., 18. ep.), kulcsrajzoló (Nakamura Production; 7–8., 11., 19. ep.) |             |
| 2000 | Gear Fighter Dendoh                  | karaktertervező, vezető animációs rendező, animációs rendező (4., 9., 15., 20., 26., 30., 34., 38. ep.), kulcsrajzoló |             |
| 2001 | Crush Gear Turbo                     | animációs rendező (2., 5., 7., 11. ep.), CG-kulcsrajzoló (Nakamura Production; 1., 13. ep.), kulcsrajzoló (Nakamura Production; 1., 13. ep.) |             |
| 2004 | Mai-HiME                             | karaktertervező, animációs rendező |             |
| 2005 | Mai-Otome                            | karaktertervező, animációs rendező | [ 4 ]       |
| 2006 | Mai-Otome Zwei                       | karaktertervező, animációs rendező | [ 5 ]       |
| 2008 | Mai-Otome 0~S.ifr~                   | rendező, karaktertervező | [ 4 ] [ 6 ] |
| 2010 | Szókó kihei Votoms Case;Irvine       | karaktertervező, animációs rendező, mechanikai tervező | [ 2 ]       |
| 2012 | Battle Spirits: Sword Eyes           | animációs rendező (5., 14., 23. ep.), kulcsrajzoló (3., 5., 14. ep.) |             |
| 2013 | Battle Spirits: Sword Eyes Gekitóden | animációs rendező (32., 40., 49. ep.), kulcsrajzoló (32. ep.) |             |

### Videójátékok
| Év   | Cím            | Munka                              | Források |
| ---- | -------------- | ---------------------------------- | -------- |
| 1998 | Júsa Saga      | karaktertervező                    |          |
| 2008 | Soulcalibur IV | karaktertervező (Kamikirimusi)     | [ 7 ]    |
| 2015 | Xuccess Heaven | animációs rendező, karaktertervező | [ 8 ]    |

## Könyvek
- Queen’s Blade játékkönyvsorozat – karaktertervező[9]
- Queen’s Blade Perfect Visual Collection (művészeti könyv) – karakterrajzok (közreműködő)[10]